# Milenko Roš
Milenko Roš, slovenski kemik, rojen 5. februarja 1947, v Celju. Osnovno šolo je končal v Krškem, gimnazijo v Ljubljani. Na Fakulteti za naravoslovje in tehnologijo je diplomiral iz kemije, magistriral iz kemijske tehnologije, leta 1982 pa je pridobil naziv doktor kemijskih znanosti. V letu 1971 se je zaposlil na Kemijskem inštitutu v Ljubljani, kjer je do upokojitve delal kot raziskovalec na področju čiščenja odpadnih voda, meroslovja v kemiji in obdelave odpadkov, ki nastajajo pri čiščenju odpadnih vod. Poleg raziskovalnega dela se je usmeril tudi v pedagoško delo in je bil leta 2003 na Unverzi v Novi Gorici izvoljen v naziv redni profesor za področje onesnaževanje in zaščita voda. Poučeval je na različnih slovenskih fakultetah (Fakulteta za kemijo in kemijsko tehnologijo v Ljubljani, Fakulteta za strojništvo v Mariboru, Fakulteta za znanosti o okolju na Univerzi v Novi Gorici in Visoka šola za varstvo okolja v Velenju) in na nekaterih tujih (Fakulteta za kemijo, biologijo in zaščito okolja, Novi Sad; Univerza v Pragi, Oddelek za tehnologijo voda in okolja; Politehnika Varšava, Oddelek za kemijo; Tehniška univerza na Dunaju, Oddelek za civilno inženirstvo). V letih 2004-2005 je gostoval kot raziskovalec v Belgiji (geel), na Joint Research Centre, Institute for Reference Materials and Measurements (IRMM), kjer je razvijal modul za vzorčenje (Sampling). Na Kemijskem inštitutu je 25 let vodil raziskovalno skupino z nazivom Laboratorij za kemijo, biologijo in tehnologijo voda, ki se je pozneje preimenovala v Laboratorij za okoljske vede in inženirstvo. V laboratorij je vizionarsko uvedel meroslovje na svojem področju, za kar je raziskovalna skupina dobila tudi nacionalno priznanje Etalona za referenčni etalon na področju varovanja okolja (odpadne vode). Laboratorij je pod njegovim vodstvom postal edini laboratorij v Sloveniji, ki je vsako leto organiziral medlaboratorijske primerjave za tiste laboratorije, ki so izvajali državni monitoring odpadnih voda.
Vključil se je v mnoga domača in mednarodna društva ter združenja. Bil je eden od soustanoviteljev Slovenskega društva za zaščito voda in od leta 1995 do 2008 tudi njen predsednik. V društvu je zatem še 15 let deloval kot aktivni član Upravnega odbora, v letu 2018 pa je postal njegov častni član. Bil je tudi član Upravnega odbora International Water Association (od leta 1993 do 2008). Od leta 1980 je tudi član Slovenskega kemijskega društva.
Veliko časa je posvetil pisanju strokovne literature, predvsem tiste, povezane z njegovim strokovnim delom in poučevanjem. Sam in s sodelavci je izdal vrsto knjig in učbenikov, med drugim naslednja pomembnejša dela: Respirometry of Activated Sludge1, Oznake in poimenovanja na področju biološkega čiščenja odpadnih vod2, Izrazje s področja voda3, Biološko čiščenje odpadne vode4, Čiščenje odpadnih voda5, Priprava predstavitve s pomočjo orodja PowerPoint6, Sodobni postopki čiščenja odpadnih vod7, Izrazi na področju voda8, Matematika za upravljavce čistilnih naprav9. Sam in s soavtorji ima prijavljenih sedem patentov (10 do 16), objavljenih okoli 60 znanstvenih člankov, njegova celotna bibliografija pa obsega nad 780 del (baza Cobiss).
Za svoje delo je prejel nagrade, kot so: Krkina nagrada (leta 1972 in 1979), nagrado sklada Borisa Kidriča (leta 1982), srebrno priznanje za inovacijo Čistilna naprava za odpadne vode NIKO Železniki (leta 2003) in mednarodno nagrado Dunbar Medal (leta 2017), ki jo vsaki dve leti podeljuje Evropsko združenje za vode (European Water Association) za izjemen prispevek k tehničnemu razvoju na področju čiščenja odpadnih voda in odstranjevanja odpadkov.
Viri
1Roš, M., Respiromerty of Activated Sludge. 1993. Lancaster, Basel: Technomic Publishing Co, Inc. 151.
2Roš, M., Oznake in poimenovanja na področju biološkega čiščenja odpadnih vod. 1995, Ljubljana: Slovensko društvo za zaščito voda. 18.
3Dular, M., Roš, M, Trontelj, A., Kompare, B., Tišler, T., Izrazje s področja voda. 1997, Ljubljana: Slovensko društvo za zaščito voda.
4Roš, M., Biološko čiščenje odpadne vode. 2001, Ljubljana: GV Založba. 243.
5Roš, M. in G. Zupančič, Čiščenje odpadnih voda. Ekotehnologije in trajnostni razvoj 1. 2010, Velenje: Visoka šola za varstvo okolja. 330.
6Roš, M. in A. A. Zupančič, Priprava predstavitve s pomočjo orodja PowerPoint. 2013: Šola retorike Ane Aleksandre in Zdravka Zupančiča. 64.
7Roš, M., Sodobni postopki čiščenja odpadnih vod. 2015, Celje: Fit media. 208.
8Roš, M. in M.J. Toman, Izrazi na področju voda. 2017, Celje: Fitmedia. 105.
9Roš, M., Matematika za upravljavce čistilnih naprav. 2019, Ljubljana: Slovensko društvo za zaščito voda. 112.
10ROŠ, M., Vrtovšek, J. Biološki reaktor z nosilcem biomase za čiščenje odpadnih vod in postopek za čiščenje odpadnih vod: številka patenta 9300208, datum objave 21. XII. 1994. Ljubljana: Urad Republike Slovenije za intelektualno lastnino, 1994.
11Roš, M., Nosilec biomase za biološke čistilne naprave: številka patenta 9500224, datum objave 28. II. 1997. Ljubljana: Urad Republike Slovenije za intelektualno lastnino, 1997.
12Roš, M., Vrtovšek, J., Sistem za čiščenje odpadne vode, ki vsebuje organske snovi, dušikove in fosforjeve spojine: patent SI 20015 A, 2000-02-29. Ljubljana: Urad Republike Slovenije za intelektualno lastnino, 2000. 
13Roš, Milenko. Postopek in priprava za čiščenje odpadnih vod: patent št. 20972, datum objave 28. 02. 2003: št. prijave 200100222, datum prijave 23. 08. 2001. Ljubljana: Urad Republike Slovenije za intelektualno lastnino, 2003. 
14Roš, M., Zupančič, G. D., Postopek in naprava za stabilizacijo in mineralizacijo blata iz naprav za čiščenje odpadne vode v termofilnem temperaturnem območju: patent št. 21318, datum objave 30.apr.2004 (po prijavi št. 200200254, 18.okt.2002). Ljubljana: Urad Republike Slovenije za intelektualno lastnino, 2004. 
15Ojsteršek, A., Roš, M., Lobnik, A., Fakin, D., Samec, N., Postopek čiščenja tekstilnih barvalnih odpadnih vod s kombinacijo naravnih nosilcev biomase v biofiltru: patent št. SI22584 (A), 2009-02-28. Ljubljana: Urad Republike Slovenije za intelektualno lastnino, 2009.
16Zupančič, G. D., Klemenčič, M., Oset, M., Marinšek-Logar, R., Roš, M., Postopek za predelavo pivovarniške kvasine v bioplin: patent: SI 24095 A, 2013-12-31. Ljubljana: Urad RS za intelektualno lastnino, 2013. 20 str., ilustr.